# Rainier 3. af Monaco
Rainier 3. af Monaco (Rainier Louis Henri Maxence Bertrand Grimaldi; 31. maj 1923 – 6. april 2005) var fyrste af Monaco fra 1949 til 2005.

## Biografi
Den 9. maj 1949 blev Rainier fyrste af Monaco ved sin morfars død. I 1956 blev han under stor mediebevågenhed gift med skuespilleren Grace Kelly, som han siden fik tre børn med. I 1982 døde Grace Kelly ved en bilulykke.